# Swartzia oriximinaensis
Swartzia oriximinaensis är en ärtväxtart som beskrevs av John Macqueen Cowan. Swartzia oriximinaensis ingår i släktet Swartzia och familjen ärtväxter. Inga underarter finns listade i Catalogue of Life.